# سیارک ۳۹۸۷
سیارک ۳۹۸۷ (به انگلیسی: 3987 Wujek، نامگذاری:1986EL1) سه هزار و نهصد و هشتاد و هفتمین سیارک کشف شده‌است که در ۵ مارس ۱۹۸۶ کشف شد.
قدر مطلق سیارک برابر ۱۲٫۰۰ است.